# Vittorio Messori
Vittorio Messori, né le 16 avril 1941 à Sassuolo, près de Modène, en Émilie-Romagne, est un écrivain et journaliste italien contemporain.

## Biographie
Diplômé d'un doctorat sciences politiques, Vittorio Messori devient éditeur du journal La Stampa.
Il explora en profondeur les sources spirituelles du christianisme et plus spécialement du catholicisme.

## Publications
Il a écrit, entre autres : L'Hypothèse de Jésus (1977), Entretien sur la Foi (1985, « The Ratzinger Report »). il collabore au livre de Jean-Paul II, Entrez dans l'Espérance (1995). Il écrit aussi Opus Dei (1996), La Vérité a un nom et un visage (2001).
En 2005, il traduit et publie les mémoires de l'enfant juif enlevé par les autorités pontificales, Eduardo-Pio Mortara (voir affaire Mortara) mais l'historien et prix Pulitzer David Kertzer dénonce les nombreux ajouts et retraits de textes de Messori par rapport à l'original, qui veulent en donner une version heureuse.